# Petao
Petao, pleme ili selo koje spominje Joutel (1687), a nalazilo se sjeverno ili sjeverozapadno od rijeke ' Maligne ' (Colorado) u Teksasu. Ovaj naziv čuo je od Ebahamo Indijanaca, mogućih rođaka Karankawa. Teritorij na kojem su živjeli petao nasstanjivala su caddoanska plemena. 
Joutel njihovo ime navodi pod više sličnih naziva: Petaro, Petzare; Petaz (Shea 1870 u Charlevoix, New France); Petçares (Barcia, 1723).